# تیم پلستر
تیم پلستر (انگلیسی: Tim Plester؛ زادهٔ ۱۰ سپتامبر ۱۹۷۰) بازیگر، نمایشنامه‌نویس، فیلم‌سازی اهل انگلستان است.
از فیلم‌ها یا مجموعه‌های تلویزیونی که وی در آن‌ها نقش داشته‌است، می‌توان به زندگی پس از مرگ، صعود، ۵۵ قدم و نزدیک‌تر به ماه اشاره نمود.